# مریسا
مریسام یا مری سام نام پسرانه است . مریسام شاید همان نام صورت گرفته مرتضی سامیار است که در زبان ایرانی و مخلوطی از عبری و عربی  به معنی «همراه کسی که خدا ازش راضی شده »است.  مریسام همچنین به معنی همراه عبد خدا هم تلقی میشود .